# Vieille centrale hydroélectrique sur la Đetinja à Užice
La vieille centrale hydroélectrique sur la Đetinja à Užice (en serbe cyrillique : Стара  хидроцентрала на Ђетини у Ужицу ; en serbe latin : Stara  hidrocentrala na Đetini u Užicu) est situé à Užice, dans le district de Zlatibor, en Serbie. Elle est inscrite sur la liste des monuments culturels de grande importance de la République de Serbie (identifiant no SK 409),.

## Historique

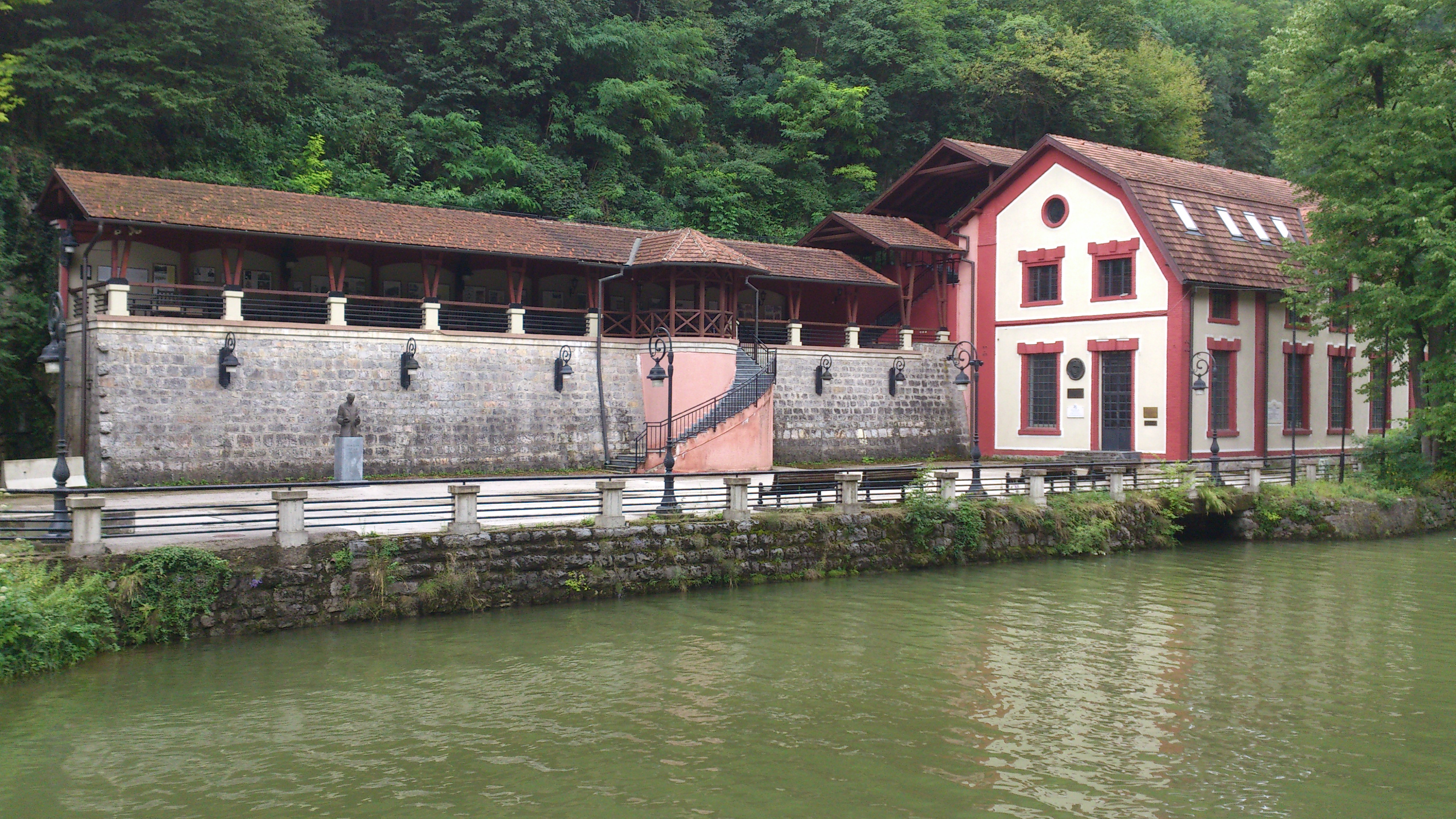
Autre vue de la vieille centrale.

La centrale hydroélectrique est située sur la rive droite de la rivière Đetinja, près de l'ancienne forteresse d'Uzice ; elle est le plus ancien objet de la culture technique de ce type en Serbie,.
Sa construction été initiée par le physicien et astronome Đorđe Stanojević, ami de Nikola Tesla et premier éditeur de ses travaux en Serbie ; il avait l'idée d'utiliser la puissance de la rivière le jour pour l'éclairer la nuit ; il a été soutenu dans son projet par des hommes d'affaires et par des actionnaires de l'usine de tissage d'Užice,,. L'auteur du projet était l'ingénieur Aćim Stevović (1866-1957) de Mokra Gora, professeur à la Grande École de Belgrade (en serbe : Velika škola u Beogradu).
La construction proprement dite a commencé en 1899 et la première pierre de l'installation a été posée par le roi Alexandre Ier Obrenović ; la centrale a été mise en service en 1900. En amont, à 800 m du bâtiment de la centrale, un barrage-voûte de 5 m de haut a été construit. L'équipement a été fourni par la société Siemens et Halske, contactée lors d'un voyage à Vienne, et par la société Danubius de Budapest. Zagorka Milićević, conservatrice au Musée national d'Užice, rapporte quelques détails à propos du voyage du matériel ; comme, à l'époque, Užice n'avait pas de gare, il a été expédié en train de Vienne à Kragujevac transporté de Kragujevac à Užice dans une voiture spéciale tirée par six paires de bœufs ; sur le chemin, les gens pensaient qu'il s'agissait d'une grande migration de population. La conservatrice précise encore l'état d'esprit des habitants d'Užice, qui ignoraient comment on pouvait transformer l'eau en feu et le faire parvenir par un fil dans une maison sans l'incendier ; certains pensaient que ce serait la fin du monde.
Le projet était très coûteux, les habitants de la ville se sont tournés vers la famille royale des Obrenović pour obtenir de l'aide. Pour le remercier, ils ont décidé que le roi Alexandre Ier, le jour de son anniversaire le 2 août 1900, mettrait officiellement en service la centrale.

## Structure
La transmission entre les turbines et le générateur s'effectuait par des courroies en cuir ; la centrale fonctionnait initialement avec deux turbines, mais, probablement au cours de la deuxième décennie du XXe siècle, une troisième a été installée ; pour ces nouveaux besoins, le bâtiment a été agrandi.

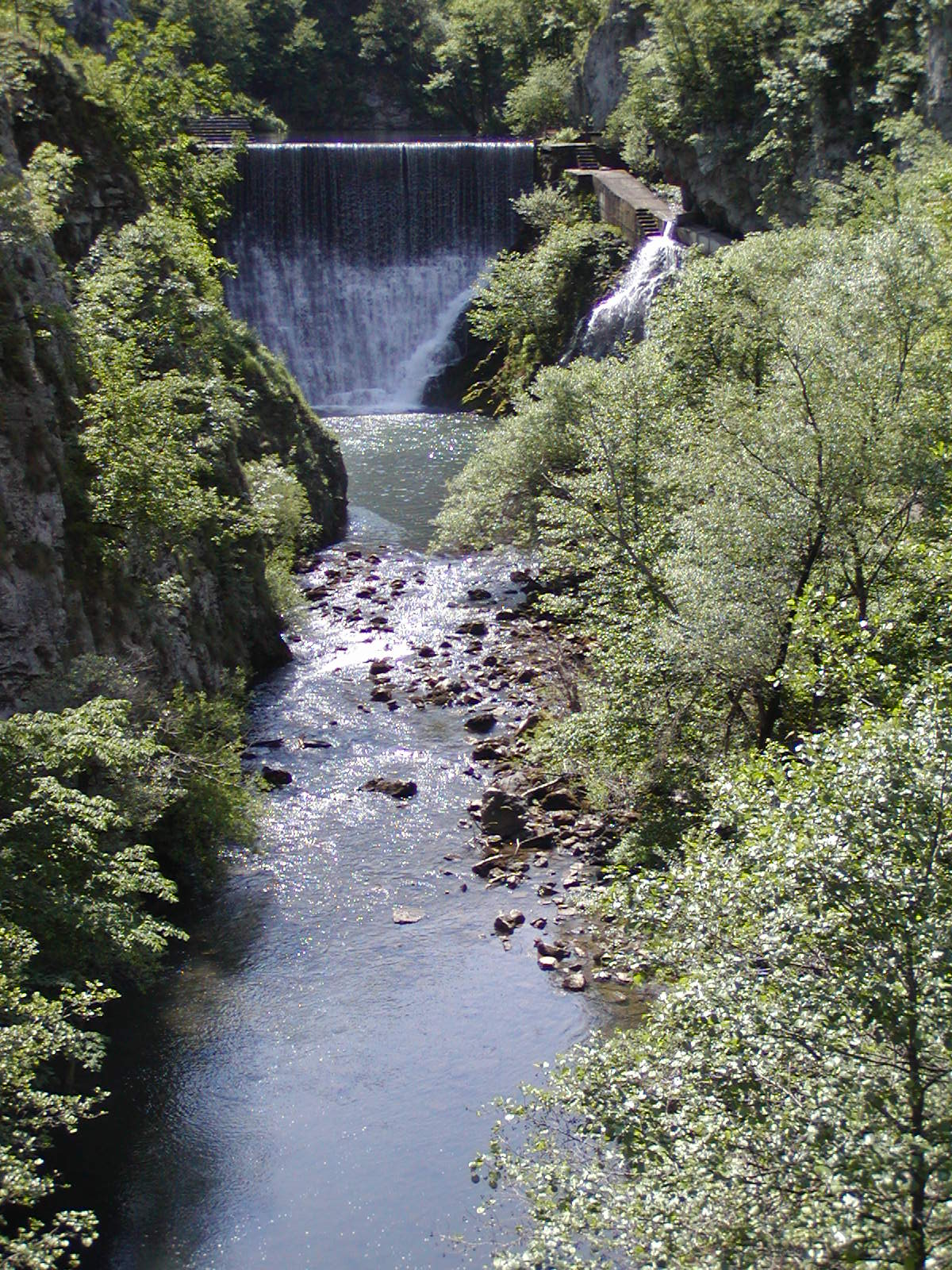
Vue du barrage-voûte.

La centrale a été la première en Europe, construite selon les principes de Tesla du courant alternatif, ; elle a été construite quatre ans après la centrale hydroélectrique de Niagara (1895) aux États Unis.

## Restauration
En 2000, à l'occasion du centenaire de sa construction, la centrale et ses installations authentiques ont été restaurées, de sorte qu'aujourd'hui elle est à nouveau opérationnelle dans le système de distribution d'électricité ; un musée technique y a été installé.